# Khatri Adduh

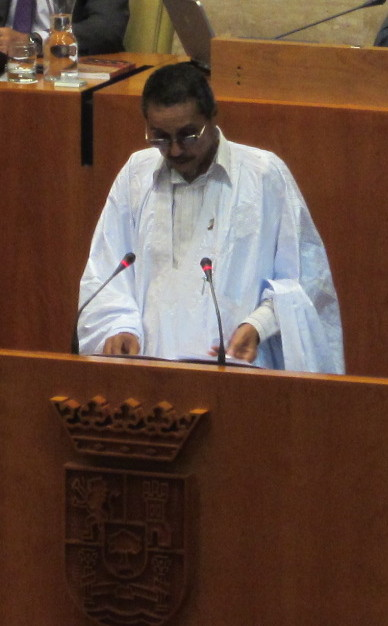
Khatri Adduh 2012, vid ett tal inför Extremaduras regionparlament.

Khatri Adduh (arabiska: خطري أدوه) är en västsaharisk politiker och medlem i Polisarios Nationella sekretariat.
Han var talman i Västsaharas nationalråd, Sahariska arabiska demokratiska republikens (SADR) parlament, under åren 2010–2020. Han efterträdde Mahfud Ali Beiba på posten 2010, omvaldes 2016 för en tredje period som talman, och efterträddes i mars 2020 av Hamma Salama.
Adduh var tillförordnad generalsekreterare för Polisario och tillförordnad president för SADR efter Mohamed Abdelaziz bortgång 31 maj 2016, tills efterträdaren Brahim Ghali valts och installerats på posten den 9 juli.